# Ricky Ortiz
Ricky Ortiz   (Phoenix, 12 de maig de 1975) Richard "Rich" Young, és un lluitador professional estatunidenc i ex-jugador de futbol americà, que treballa a la marca de SmackDown! de l'empresa World Wrestling Entertainment (WWE).